# Aristolochia jackii
Aristolochia jackii Steud. – gatunek rośliny z rodziny kokornakowatych (Aristolochiaceae Juss.). Występuje naturalnie na Półwyspie Malajskim, północnej części Sumatry, Jawie, Borneo oraz w południowo-zachodniej części Filipin.

## Morfologia
PokrójKrzew o pnących i trwałych pędach. Dorasta do 10 m wysokości.
LiścieSą potrójnie klapowane. Mają owalny lub prawie okrągły kształt. Mają 11–23 cm długości oraz 15–24 cm szerokości. Nasada liścia ma ucięty lub prawie sercowaty kształt. Całobrzegie, z tępym lub spiczastym wierzchołkiem. Ogonek liściowy jest nagi i ma długość 2–7 cm.
KwiatyZebrane są w gronach o długości 7–25 cm. Mają brązowo-purpurową lub brązowo-czerwonawą barwę i 7,5–11 cm długości. Mają wygięty kształt. Łagiewka elipsoidalna lub odwrotnie jajowata.
OwoceTorebki o podłużnym kształcie. Mają 5–6 cm długości i 2,5 cm szerokości.

## Biologia i ekologia
Rośnie w wiecznie zielonych lasach. Występuje na wysokości do 1200 m n.p.m.